# Lorenz Huber (Fußballspieler)
Lorenz Huber (* 24. Februar 1906 in Offenburg; † 6. Oktober 1989 in Karlsruhe), auch Lora gerufen, war ein deutscher Fußballspieler.

## Karriere

### Vereine
Huber, als athletisch, kopfballstark geltend und für seine weiten Pässe bekannt gewesen, begann beim Offenburger FV mit dem Fußballspielen und gewann 1925 mit dem Verein die Südbadische Kreismeisterschaft. In den sich anschließenden Aufstiegsspielen wechselte er zum Konkurrenten Karlsruher FV, was ihm übel genommen wurde.
Doch der Wechsel sollte sich als richtig für ihn erweisen, da der Karlsruher FV den ersten Platz in der Aufstiegsrunde belegte und somit in die regional höchste Spielklasse, der Bezirksliga Württemberg/Baden, aufstieg und als Neuling prompt Bezirksmeister wurde. In der sich anschließenden Endrunde um die süddeutsche Meisterschaft belegte er mit seiner Mannschaft den letzten Platz von sechs teilnehmenden Mannschaften. In den fünf aufeinander folgenden Spielzeiten nach der Folgesaison gewann er jeweils erneut die Badische Meisterschaft; in den Endrundenspielen um die Süddeutsche Meisterschaft blieb die Mannschaft hinter den Erwartungen jedoch zurück.

### Nationalmannschaft
Sein einziges Länderspiel für die A-Nationalmannschaft bestritt er am 30. Oktober 1932 in Budapest bei der 1:2-Niederlage gegen die Nationalmannschaft Ungarns. Dabei stand er schon viel früher auf der Liste von Reichstrainer Otto Nerz, eine Meniskusverletzung warf ihn mit 21 Jahren jedoch weit zurück.
Am 22. August 1939 beantragte er die Aufnahme in die NSDAP und wurde zum 1. Januar 1940 aufgenommen (Mitgliedsnummer 7.817.287).

## Erfolge
- Bezirksmeister Württemberg/Baden 1926
- Badischer Meister 1928, 1929, 1930, 1931, 1932